# دایان گرین
دایان گرین (انگلیسی: Diane Greene؛ زادهٔ ۱۹۵۵ (۶۹–۷۰ سال)
روچستر، نیویورک) مهندس رایانه و مدیر اجرایی اهل ایالات متحده آمریکا است. گرین قبل از انتقال به صنعت فناوری، کار خود را به عنوان یک معمار دریایی آغاز کرد، جایی که او از سال ۱۹۹۸ تا ۲۰۰۸ بنیانگذار و مدیر عامل وی‌ام‌ویر بود. او از سال ۲۰۱۵ تا ۲۰۱۹ مدیر هیئت مدیره شرکت آلفابت و مدیر عامل سکوی ابری گوگل بود. او همچنین یکی از بنیانگذاران و مدیرعامل دو استارت آپ، بیباپ و وی‌ایکس‌ترمی بود که توسط گوگل و مایکروسافت به مبلغ ۳۸۰ و ۷۵ میلیون دلار خریداری شدند.